# Rhopalomyia longitubifex
Rhopalomyia longitubifex är en tvåvingeart som först beskrevs av Shinji 1938.  Rhopalomyia longitubifex ingår i släktet Rhopalomyia och familjen gallmyggor. Inga underarter finns listade i Catalogue of Life.